# 야시카 MG-1
야시카 MG-1(Yashica MG-1)은 1970년대에 출시된 35mm 레인지 파인더 카메라다.